# Erasmi & Carstens

Das Logo des Unternehmens

Werbeanzeige (1854)

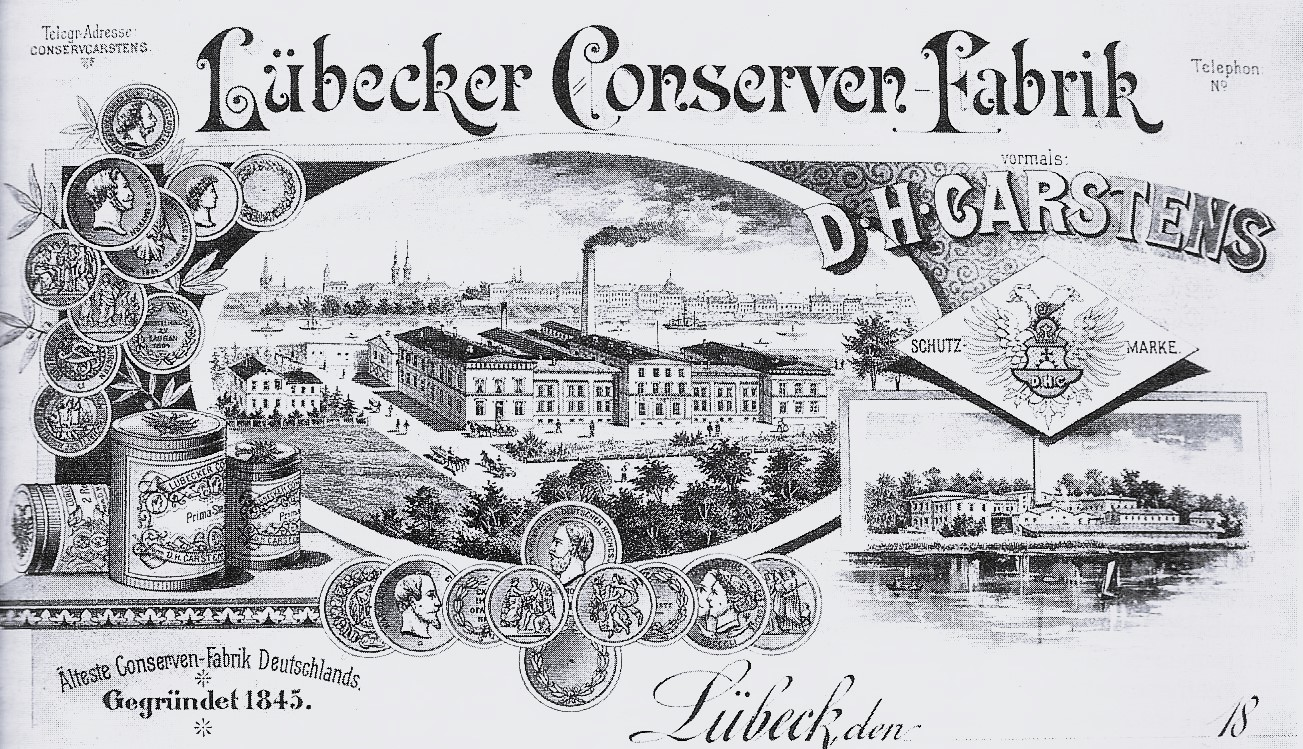
Briefkopf Carstens (1898)

Briefkopf Erasmi (1898)

Die Erasmi & Carstens GmbH & Co. KG ist ein Firmenzusammenschluss aus den 1845 von Daniel Heinrich Carstens und 1866 von Charlotte Erasmi (Witwe) in Lübeck gegründeten Unternehmen. Das Unternehmen wurde zu einem der größten Hersteller von Lübecker Marzipan. Erasmi & Carstens ist seit 1995 eine Tochtergesellschaft der Schluckwerder-Unternehmensgruppe mit Sitz in Adendorf, die ihrerseits seit 2021 zum irischen Lebensmittelkonzern Valeo Foods gehört.

## Geschichte
Das Unternehmen stellte zunächst Konserven her, was in Die Großvaterstadt (1926) von Ludwig Ewers seinen literarischen Niederschlag fand. Die Konservenfabrik Hüxtertorallee 16 produzierte bis in die 1970er Jahre hinein. Ende des 19. Jahrhunderts begann man mit der Herstellung von Lübecker Marzipan-Spezialitäten. Seit Beginn des 20. Jahrhunderts werden ausschließlich Marzipan- und Schokoladenprodukte hergestellt.
Das Unternehmen ist Mitglied des 1974 gegründeten „Vereins zum Schutz des Herkunftsgewährzeichens Lübecker Marzipan e. V.“ (Lübecker Marzipanverein).

## Produkte
Das Unternehmen vertreibt rund 150 Produkte, in erster Linie Lübecker Marzipan, sowie einige haselnuss- und nougatgefüllte Schokoladenprodukte. Das Marzipan des Unternehmens erfüllt mit einem Mischungsverhältnis von 90 % Rohmasse und 10 % Zucker die Kriterien für „Lübecker Edelmarzipan“.
Die Produkte des Unternehmens werden vertrieben unter den Namen CARSTENS – mit einer Darstellung des Holstentores – sowie ERASMI mit dem Logo einer stilisierten Kogge.
Es werden außerdem Waren für Discounter hergestellt, etwa Osterzauber (Aldi Süd) oder Edelmarzipan-Happen der Marke Choceur (Eigenmarke von Aldi Nord).